# Северо-Аличурский хребет
Се́веро-Аличу́рский хребе́т (прежнее название — Базардаринский хребет) — горный хребет на Памире, в Таджикистане. Расположен между рекой Мургаб и Сарезским озером на севере и рекой Аличур и озером Яшилькуль на юге. Служит восточным продолжением Рушанского хребта.
Хребет сложен гранитоидами, метаморфическими и глинистыми сланцами, песчаниками и известняками. Большое количество ледников — около 470, общая площадь которых достигает 295 км². Господствуют ландшафты каменистого высокогорья со скалами и осыпями, в нижних частях склонов преобладает разрежённая растительность холодной высокогорной пустыни.